# Garner Township (Iowa)
Garner Township est un township du comté de Pottawattamie en Iowa, aux États-Unis,.
Le township est baptisé en référence à William Garner, un pionnier.

## Source de la traduction
- (en) Cet article est partiellement ou en totalité issu de l’article de Wikipédia en anglais intitulé « Garner Township, Pottawattamie County, Iowa » (voir la liste des auteurs).